# Tiopurina

Tioguanina

Mercaptopurina

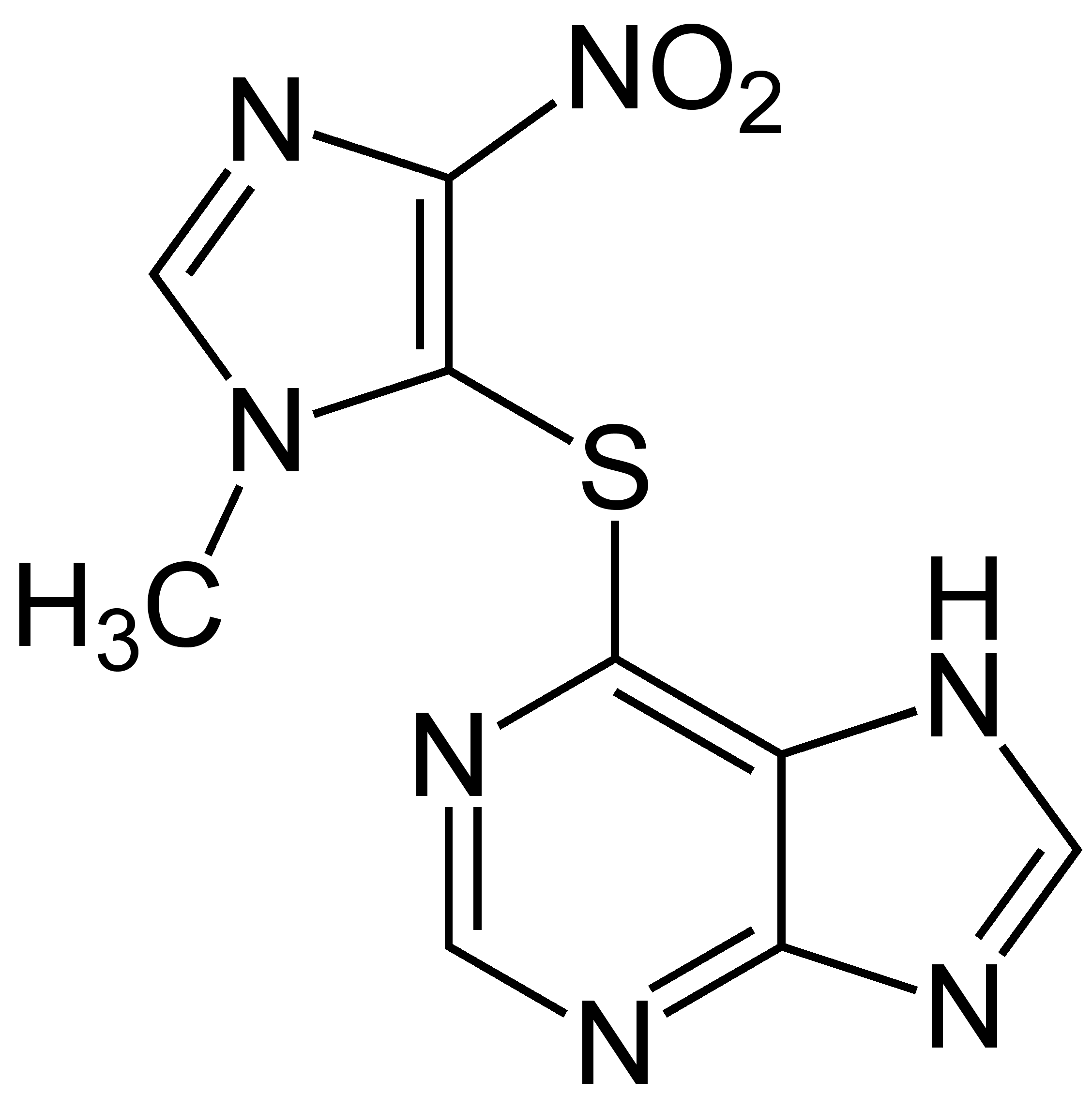
Azatioprina

Le tiopurine sono composti organici assimilabili a purine in cui l'atomo di ossigeno è stato sostituito da un atomo di zolfo.
Sono utilizzate come antimetaboliti delle purine nel trattamento della leucemia linfoblastica acuta.
Il metabolismo è catalizzato dall'enzima tiopurina S-metiltransferasi.